# Coffeezilla
 (mai 2023).
Stephen Findeisen, mieux connu sous son pseudonyme Coffeezilla, est un youtubeur et journaliste-enquêteur et lanceur d'alerte qui a d'abord (de 2017 à 2020) animé une chaine YouTube baptisée Coffee Break, puis qui s'est spécialisé dans l'étude et la dénonciation des fraudes et malversations du monde américain des cryptomonnaies, un monde récent et alors en pleine croissance, propice aux escroqueries.
Findeisen s'est alors surtout fait connaître pour sa chaîne YouTube, où il présente ses enquêtes et discute d'escroqueries en ligne (scam), impliquant le plus souvent les crypto-monnaies, la finance décentralisée et certaines célébrités d'Internet. 
Il fait partie des sources indépendantes ayant étudié la valeur, à moyen ou long terme, médiocre ou négative des conseils en investissement donnés par les « crypto-influenceurs» et autres analystes/experts autoproclammés des médias sociaux concernant les actifs cryptographiques (cryptomonnaies). Une étude récente (avril 2023) a montré que ceci est particulièrement vrai pour les influenceurs ayant un nombre élevé d'abonnés sur Twitter, et notamment pour les recommandations d'investissements dans les actifs cryptographiques à petite capitalisation faites par les influenceurs des médias sociaux. Il fait partie des lanceurs d'alerte qui encouragent une régulation des activités des influenceurs, notamment ceux donnant des conseils financiers.

## Éléments de biographie
Findeisen est titulaire d'un diplôme en génie chimique de la Texas A&M University
Avant sa carrière sur YouTube, il vendait des maisons pour un constructeur local.

## Carrière

### Débuts de carrière
Findeisen s'est donné comme objectif de traquer et dénoncer, expliquer des escroqueries après que sa mère, qui avait reçu un diagnostic de cancer, ait été persuadée d'acheter des produits douteux en pensant qu'ils l'aideraient à la guérir. Sa mère finira plus tard par se remettre de l'opération mais Findeisen continue, en tant que youtubeur, à proposer des vidéos relatives aux dérives, vols et tromperies d'influenceurs et de commentateurs financiers.

### Tokens «Save the Kids»
Il s'est ensuite fait internationalement connaître après avoir produit une série de vidéos sur le Token Save the Kids, une crypto-monnaie dont il montrera qu'elle était une arnaque de type pump and dump. Il a affirmé que l'ancien membre du FaZe Clan Frazier Khattri (FaZe Kay) avait collaboré avec le youtubeur Sam Pepper. Pour cela, les avocats de Khattri ont dans une lettre ouverte publiquement menacé de poursuivre Findeisen à moins qu'il ne rétracte ses déclarations, mais Findeisen a qualifié cette lettre de « papier toilette » (« absolute toilet paper »),.

### SafeMoon
En avril 2022, Findeisen accuse l'équipe de SafeMoon de détournement (de plusieurs millions de dollars) ; selon lui, John Karony (PDG de Safemoon), a retiré des fonds de son pool de liquidités, ce qui est la principale explication de la structure des prix de la crypto. 
Findeisen a trouvé et fourni des preuves de transactions indiquant que le portefeuille de liquidités de Safemoon transférait des fonds vers un portefeuille dit « portefeuille Gabe (6abe) » qui détournait des fonds vers une société distincte dirigée par Karony. 
L'ancien directeur technique de SafeMoon, Thomas « Papa » Smith, est la seule personne ayant répondu aux affirmations de Findeisen selon qui que des fonds avaient été prélevés sur le « pool de liquidités verrouillé » avant la nomination de Karony. Findeisen a envoyé à Smith une preuve (transaction blockchain montrant une sortie de 36,7 billions de tokens du pool de liquidités, datée du 5 mars 2021). À la suite de ces allégations de fraude, Thomas Smithn (ex-directeur technique de SafeMoon et conseiller en blockchain pour StrikeX), a été licencié par l'entreprise. Coffeezilla a produit plusieurs autres enquêtes sur Safemoon, dont à propos du système pump and dump, une technique de fraude et vol en ligne, qui semble être la plus courante, et utilisée par de nombreux influenceurs, dont Soulja Boy, Logan Paul, Lil Yachty, Ben Phillips. Coffezilla a aussi contribué à la controverse entourant le PDG de Safemoon, qui a poursuivi sa propre mère.
Le pump and dump et d'autres types de fraudes peuvent depuis quelques années s'appuyer sur l'intelligence artificielle, mais des chercheurs proposent en retour d'aussi utiliser l'IA pour détecter ce type de fraude en surpassant toutes les autres méthodes de détection pour le secteur des crypto-monnaies.

### Scandale de FTX
Findeisen a aussi été actif lors de la faillite de FTX, dont en interviewant son fondateur Sam Bankman-Fried, à trois reprises, et décrivant les réponses de Bankman-Fried lors de son dernier interview comme un aveu de fraude. À la lumière de son implication dans l'enquête sur FTX, notamment, le Washington Post a reconnu Findeisen comme l'une des sources d'information indépendantes les plus importantes pour ce qui concerne le secteur de l'industrie des crypto-monnaie,,. Lors d'une apparition en février 2023 sur le podcast Lex Fridman, Findeisen a, de nouveau, montré la responsabilité de Bankman-Fried, en expliquant le processus mis à jour lors de la révélation du scandale FTX.

### CryptoZoo
Fin 2022, Findeisen a mis en ligne une série en trois épisodes consacré au jeu basé sur NFT CryptoZoo, un projet développé et fondé par l'influenceur, acteur, boxeur et catcheur américain Logan Paul, montrant que ce projet n'a pas tenu ses engagements, et alléguant que l'équipe s'était illégalement et trompeusement livrée à une manipulation du marché. Dans une vidéo (depuis supprimée), Logan Paul a répondu aux allégations, tout en menaçant de poursuivre Findeisen pour diffamation, en affirmant que Findeisen avait enfreint les « lois pénales et civiles » en utilisant l'enregistrement d'un appel téléphonique avec son manager, Jeff Levinan. Il a depuis retiré cette menace de poursuite.

### Sécurité générale vs. Escroqueries, Tron/Justin Sun/Bittorrent
En plus de l'intérêt pédagogique et éducatif, et de divertissement, fourni par la chaîne, des événements du monde réel, tels que l'affaire de la SEC vs. Tron (mars 2023), ont confirmé l'importance du rôle des voix indépendantes dans la protection des personnes contre les escroqueries dangereuses. Ainsi, Logan Paul a été nommé dans le dossier de la SEC.